# 东城街道 (永康市)
东城街道是中国浙江省永康市所辖的一个街道，位于永康城区东部，驻地为望春东路208号，是永康市行政中心所在地。2001年7月22日设立。与西城街道、江南街道、石柱镇、象珠镇、芝英镇相邻。2010年，东城街道下辖7个社区，58个行政村，总面积约40平方公里，总人口5.59万人。

## 行政区划
- 社区：五金城社区、望春社区、许码头社区、平安社区、山川坛社区、园丁社区、卫星社区
- 行政村：高镇村、英阁村、大花园村、小花园村、城塘村、十里牌村、白塔村、枫楼村、颜库村、横山村、黄棠村、田宅村、河一村、东湖村、方塘下村、绍童村、朱明村、西竹园村、桐墩村、河二村、葛塘山村、葛塘下村、下店午村、杏花村、下大路村、大塘王村、三溪村、新竹村、大园童村、黄塘下村、陈路塘村、栋陇村、杜山头村、荆山陈村、雅应村、下堰头村、陈园村、郑村村、下余村、车马何村、山头徐村、堰头村、沙端村、炉头村